# الظامئون
الظامئون فيلم تراجيدي عراقي، من إنتاج 1972.

## أحداث الفيلم
تدور أحداث الفيلم عام 1940 حول إحدى القرى العراقية النائية، و التي تصاب أرضها بالقحط، لذا يقوم مجموعة من أبناء القرية بالبحث عن مورد مياه آخر غير الأمطار، فيقوموا بحفر بئر إرتوازي.

## طاقم العمل

### تأليف
- عبد الرزاق المطلبي.[3]
- ثامر مهدي.[2]
- خليل شوقي.[4]

### إخراج
- محمد شكري جميل.[2]

### موسيقى
- جميل بشير.[2]

### مونتير
- محمد شكري جميل.
- صبيح عبد الكريم.[2]

### تصوير
- عبد اللطيف صالح.[2]

### ممثلون
- خليل شوقي.
- سامي قفطان.
- فوزية عارف.[2]
- طالب الفراتي.
- غازي الكناني.
- غازي التكريتي.
- سلمان الجوهر.
- زاهر الفهد.
- ناهدة الرماح.
- مي شوقي.
- سهاد أمين.

## جوائز
- جائزة مهرجان طشقند 1973.[5]